# Mezinárodní letiště Čchongdžu
Mezinárodní letiště Čchongdžu (korejsky 청주국제공항 – Čchŏngdžu kukče konghang, IATA: CJJ, ICAO: RKTU) je mezinárodní letiště u města Čchongdžu v provincii Severní Čchungčchong v Jižní Koreji. Leží přibližně osm kilometrů severně od centra města.
Letiště bylo založeno v roce 1978 jako letecká základna Letectva Korejské republiky. Částečně slouží nadále jako vojenská letecká základna, startují odtud korejské letouny McDonnell F-4 Phantom II. Současně jako civilní mezinárodní letiště přitom funguje od dubna 1997.